# Јасловац (Сучава)
Јасловац (рум. Iaslovăț) насеље је у Румунији у округу Сучава у општини Јасловац. Oпштина се налази на надморској висини од 361 m.

## Становништво
Према подацима из 2002. године у насељу је живело 3376 становника, од којих су сви румунске националности.